# رایس (کانزاس)
رایس (به انگلیسی: Rice) یک منطقهٔ مسکونی در ایالات متحده آمریکا است که در کانزاس واقع شده‌است.